# Mademoiselle Valmonzey
Catherine-Caroline Comte, dite Mademoiselle Valmonzey, est une actrice française née le 23 novembre 1798 à Nancy et morte sur scène le 21 janvier 1835 à Paris.

## Biographie
Catherine Comte naît le 3 frimaire an VII (23 novembre 1798) à Nancy. Elle est  la fille de Jean-Louis Comte, bonnetier, et de son épouse, Catherine Joubert.
Catherine Comte débute à la Comédie-Française le 18 septembre 1821 dans le rôle d'Hermione d'Andromaque, sous le nom de Mademoiselle Valmonzey. 

## Théâtre

### Carrière à la Comédie-Française
Entrée en 1821
Nommée 248e sociétaire en 1828
Départ en 1834
- 1821 : Andromaque de Jean Racine : Hermione
- 1821 : Britannicus de Jean Racine : Agrippine
- 1821 : Iphigénie de Jean Racine : Clytemnestre ; Eriphile
- 1822 : Esther de Jean Racine : Esther
- 1826 : Nicomède de Pierre Corneille : Laodice
- 1827 : Blanche d'Aquitaine de Hippolyte Bis : Emine
- 1828 : Walstein de Pierre-Chaumont Liadières : la princesse
- 1828 : Tartuffe de Molière : Mme Pernelle
- 1829 : Isabelle de Bavière d'Étienne-Léon de Lamothe-Langon : Isabelle de Bavière
- 1829 : Christine de Suède de Louis Brault : Christine de Suède
- 1830 : Clovis de Népomucène Lemercier : Edelinde
- 1830 : Gustave Adolphe ou la Bataille de Lutzen de Lucien Arnault : Éléonore
- 1830 : Athalie de Jean Racine : Josabet
- 1830 : Françoise de Rimini de Gustave Drouineau : Françoise de Rimini
- 1830 : Lucius Junius Brutus de François Andrieux : Vitellie
- 1830 : Corinne de Henri Monnier de La Sizeranne : Corinne
- 1830 : Don Carlos de Talabot : Élisabeth
- 1831 : Pierre III de Victor Escousse : Catherine II